# Badr Benoun
Badr Banoun (født 30. september 1993) er en marokkansk fodboldspiller, der spiller for Qatar-klubben Qatar SC.
Han blev udtaget til Marokkos trup til VM i fodbold 2022 i Qatar.